# Clypeopycnis lepidospermatis
Clypeopycnis lepidospermatis är en svampart som först beskrevs av Cooke & Massee, och fick sitt nu gällande namn av B. Sutton & Pascoe 1989. Clypeopycnis lepidospermatis ingår i släktet Clypeopycnis, divisionen sporsäcksvampar och riket svampar.   Inga underarter finns listade i Catalogue of Life.